# حميد المطبعي
حميد المطبعي واسمه الأصلي حميد بن الشيخ محمد علي بن علي الصحاف النجفي، هو أديب وكاتب وشاعر وباحث وموسوعي عراقي. ولد في مدينة النجف عام 1361هـ/1942م، وتعلم في مدرسة الغري الأهلية، ومتوسطة الخورنق المسائية، ثم واصل دراسته في معاهدها العلمية، فدرس الفلسفة، واللغة العربية، وقد أخذ الكثير من العلوم وهو في سن الشباب من عبد الكريم الزنجاني صاحب نظرية التقريب بين المذاهب الإسلامية، فتعلم التسامح واحترام الآخر. 

## السيرة
في أواخر خمسينيات القرن العشرين تعرف المطبعي على الفلسفة الوجودية فارتبط بروادها وتراسل مع صاحبها، جان بول سارتر، وتأثر بأفكار تشي جيفارا الثورية. قال عن فلسفته: «الأنسان أقوى من الحرية، والحرية أضعف من أن تغري الأنسان على السقوط».
سمي بالمطبعي، لامتلاكه أو عمله في المطابع، حيث عمل في مطبعة الغري التي تأسست عام 1339هـ/1920م، وامتلكها والده. ترأس تحرير جريدة العامل الاشتراكي، وجريدة النقابي، كما أصدر مجلة ثقافية وفكرية مهمة، كانت مسرحا لحركة أدبية طليعية، أسماها مجلة الكلمة، وذلك عام 1967 واستمرت بالصدور حتى عام 1975، اتجهت المجلة نحو اليسارية والماركسية، وكانت تتحدث عن الديمقراطية وحرية الكلمة، فاستقطبت الكثير من الكُتاب والأدباء والشعراء من داخل العراق وخارجه، أمثال، نزار قباني، وسعدي يوسف، وأدونيس، وعبد الواحد الخضيري، وبشرى البستاني، وعبد الرحمن طهمازي، وجليل القيسي، وإسماعيل فهد إسماعيل، ويوسف الحيدري، ومحمود جنداري.
أصدر 25 كتابا، منها: عشرون جزءاً من موسوعة المفكرين والأدباء العراقيين، وموسوعة أعلام العراق في القرن العشرين في ثلاثة أجزاء، التي اعتبرها عملا مميزا وثمرة جهد واجتهاد مضن، لا يعلمه إلا من تابعه بتفاصيل مشاقه اليومية، ومع أنه وضع مبررا لغياب بعض أعلام العراق وخصوصا أهل الفكر والأدب والسياسة والعلم ممن غادروا البلاد، في قوله «منهم من ارتحل عنا إلى أماكن بعيدة، وباتت عناوينهم صعبة المنال». وله أكثر من 5000 مقالة في الصحف، وقد أسهم في تأسيس المجالس الأدبية ومنها، ندوة الآداب والفنون المعاصرة.

## مؤلفاته
- مسائل ثقافية تبحث عن الطريق القومي من منظور واحد (1978).
- محاور في الفكر والتاريخ (1979).
- الدكتور أكرم نشأت إبراهيم أستاذ الفقه الجنائي العراقي (2002).
- الدكتور جميل الملائكة المبدع في الهندسة والترجمة (2002).
- النفساني التربوي الدكتور عبد العزيز البسام (2002).
- ضياء شيت خطاب (2002).
- المؤرخ الدكتور صالح أحمد العلي (2003).
- منطلقات ثقافية: إجابات في الثقافة العربية الثورة (1977).
- رحلتي إلى الشمال (1986).
- موسوعة المفكرين والأدباء العراقيين، الدكتور جواد علي (1987).
- جمال الدين الآلوسي (1987).
- عبد الحميد العلوجي (1987).
- العلامة محمد بهجة الأثري (1987).
- المؤرخ سعيد الديوه جي (1988).
- مسعود محمد (1988).
- موسوعة المفكرين والأدباء العراقيين، الشيخ إبراهيم الوائلي (1988).
- موسوعة المفكرين والأدباء العراقيين، الدكتور راجي التكريتي (1989).
- موسوعة المفكرين والأدباء العراقيين، بشير فرنسيس (1989).
- موسوعة المفكرين والأدباء العراقيين، حسين علي محفوظ (1989).
- رسالة في الحرية (1990).
- موسوعة المفكرين والأدباء العراقيين، سامي سعيد الأحمد (1992).
- موسوعة المفكرين والأدباء العراقيين، يوسف العاني (1995).
- موسوعة أعلام العراق في القرن العشرين، ثلاثة اجزاء (1995).[7]
- الأدب العربي: تأريخ وشاعرية وفن.
- أسرار الجمهورية العراقية.
- تغاريد الزعيم.
- الفجر الصادق (1959).
- رسالة في القومية العربية (1960).[14]
- قوميتنا الثائرة.
- علي الوردي يدافع عن نفسه (2010).[15]

## وفاته
توفي في مسقط رأسه مدينة النجف، بعد صراع مع المرض، لم يمهله طويلا، حيث فارق الحياة، يوم الأثنين 16 نيسان عام 2018 م، عن عمر ناهز 76 سنة.